# 益田佳於
益田 佳於（ますだ よしお、1930年10月22日 - 1997年5月26日）は、ヤクザ、指定暴力団・五代目山口組顧問、益田組初代組長。
一時期、益田芳夫とも名乗っていた。
1930年、徳島県に生まれ小学校卒業後に大阪市に移住した。その後、大阪港で沖仲士の仕事に従事した。喧嘩の強さで名を売り、1952年には傷害で逮捕された。同年、神戸市に移り、同じ徳島県出身で従兄弟の尾崎彰春を通して三代目山口組組長・田岡一雄の若衆となった。1953年には有名な鶴田浩二襲撃事件に参加し、逮捕される。喧嘩っ早いが、義理と人情に厚い典型的なヤクザ気質の人柄から、早くから田岡に気に入られ、長く田岡の秘書役を務めることとなった。
1962年頃になると山口組の関東進出の先兵役となり横浜市に進出し、麻薬撲滅国土浄化同盟と称し、事実上の益田組を創設した。地元不良グループを支配下に置くなどして勢力を拡大したため、関東を地盤とする錦政会（のちの稲川会）とたびたび衝突を起こし、あわや大抗争の危機も何度か招いた。田岡組長に娘同然に可愛がられていた美空ひばりの実弟の加藤益夫（芸名は小野透・後のかとう哲也、加藤和也の実父）を若衆に取り込むなどした。
1972年には山口組若頭・山本健一と稲川一家理事長・石井隆匡との交盃と同時に、稲川一家専務理事・趙春樹と兄弟盃を交わし、ヤクザ社会の平和共存路線に大きな役割を果たした。また時を同じくして、山口組若頭補佐の要職に抜擢された。
一時は四代目候補と目されたが、1984年に発足すると竹中四代目山口組では舎弟頭補佐と組長代行補佐、1989年に発足した渡辺五代目山口組では、当初、盃無しの顧問となったが、益田がヤクザ社会で盃無しはおかしいとの苦言を呈し、五輪下りの盃を交わす事になる。最古参の山口組幹部そして関東における山口組勢力の砦として、ご意見番の役割を果たした。
その後、長い闘病生活の末、1997年5月26日に死去した。享年66。
五代目山口組舎弟頭・益田（啓）組組長の益田啓助は実兄。